# Storia del buddismo cinese

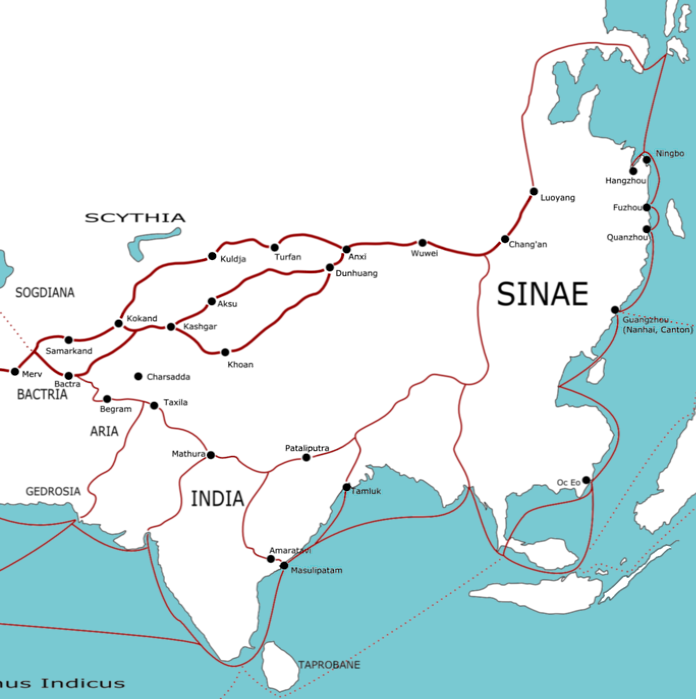
Le antiche Vie della Seta terrestri e marittime corrispondono alle vie percorse dai missionari buddisti dell'Asia centrale verso la Cina e dai pellegrini cinesi verso l'India.

Questa voce tratta della Storia del buddismo cinese dalle origini, I secolo d.C., alla nascita della Repubblica Popolare Cinese nel 1949.
L'arrivo del buddismo in Cina rappresenta, ancora oggi, uno dei processi di acculturazione delle idee e delle credenze religiose tra più straordinari della Storia dell'umanità.
Culture elaborate e dai profondi risvolti filosofici e spirituali, come quelle indiana, centroasiatica e cinese, riuscirono in Cina a fondersi e a costituire un insieme di scuole dottrinali e di culture materiali, parte delle quali sopravvive tutt'oggi nell'area di influenza cinese, nella Repubblica di Corea e in Giappone, e da dove, nello scorso Secolo, hanno raggiunto l'Occidente.
Il buddismo è penetrato in Cina agli albori dell'era cristiana, sotto la Dinastia Han, giungendo lungo la Via della seta dalla Serindia, ovvero da quella zona geografica situata tra il Pamir e lo spartiacque dell'Oceano Pacifico.

## Introduzione del buddismo in Cina (I-IV secolo)
L'introduzione del buddismo in Cina risalirebbe alla metà del I secolo d.C. durante la Dinastia Han orientale (25-220, capitale: Luòyáng), la quale aveva esteso il suo protettorato su una parte dell'Asia centrale. Non si hanno notizie certe su questo avvenimento ma solo leggende, la principale delle quali vorrebbe che l'imperatore Míng (明, conosciuto anche come Liú Zhuāng, 劉莊, regno:57-75 d.C.) sognò un uomo d'oro. Particolarmente colpito dall'accaduto, un suo consigliere suggerì che potesse essere un dio straniero di nome Buddha. Míng inviò alcuni ambasciatori verso Occidente, che tornarono insieme a due monaci indiani,  Kāśyapa Mātaṇga  (conosciuto anche col nome cinese di 攝摩騰 Shè Móténg) e Gobharaṇa (cinese: 竺法蘭 Zhú Fǎlán), condotti su di un cavallo bianco. I monaci portarono con loro testi delle scuole del buddismo dei Nikāya, tra cui il Sutra in quarantadue capitoli (四十二章經, Sìshíèrzhāngjīng, T.D. 784.17.722-724), che tradussero nel 67 d.C. a Luòyáng dove fondarono il Monastero del Cavallo Bianco (白馬寺, Báimǎ-sì). Risulta comunque che anche il fratellastro dell'imperatore Míng, Liú Yīng (劉英, ?-71) principe di Chu, proteggesse alcune nascenti comunità buddiste. Abbiamo notizie più certe a partire dal II sec. grazie alle cronache monastiche cinesi. Intorno al 150 d.C. giunse in Cina, come ostaggio, Ān Shìgāo (安世高), un principe persiano buddista il quale avrebbe tradotto diversi sutra (le cronache parlano di 35 testi) delle scuole del buddismo dei Nikāya. Nel 181 giunse il persiano Ān Xuán (安玄), un mercante il quale, divenuto discepolo di Ān Shìgāo, tradusse altri testi sempre delle scuole del buddismo dei Nikāya e predicò attivamente la dottrina buddista. Poi, sempre nel II secolo, è la volta di Lokakṣema (cinese: 支婁迦讖, Zhī Lóujiāchèn) un vero e proprio missionario Mahāyāna proveniente dall'impero Kushan che tradusse moltissimi testi ma di scuole del buddismo Mahāyāna. L'opera di Lokakṣema fu seguita da un altro missionario kushan, Zhī Qiān (支謙), agli inizi del III secolo. Zhī Qiān, era un monaco poliglotta, discendente di una famiglia che si era stabilita un secolo prima a Luòyáng (divenuta capitale del Regno di Wèi, 曹魏, 220-265, uno dei Tre Regni in cui era suddivisa la Cina dopo il crollo della Dinastia Han orientale). Quindi da Hanoi (oggi capitale del Vietnam) e sempre nel III sec., giunse in Cina un giovanissimo sogdiano, Kāng Sēnghuì (康僧會). La famiglia di Kāng Sēnghuì visse prima in India per alcune generazioni trasferendosi quindi ad Hanoi dove svolsero l'attività di mercanti e da lì migrarono in Cina. Kāng Sēnghuì prese i voti da novizio (sramanera, cinese: 沙彌 shāmí ) a soli dieci anni, imparò il cinese e cominciò la sua opera di traduzione. Il più importante traduttore del III sec., anche lui un kushan, fu tuttavia Dharmarakṣa (cinese: 竺法護 Zhú fǎhù, ). La sua famiglia si era stabilità da tempo a Dunhuang (敦煌). Lì nacque Dharmarakṣa che entrò in un monastero buddista a soli 8 anni. I buddisti cinesi e gli stranieri buddisti residenti in Cina sentirono tuttavia la necessità di acquisire direttamente nuovi testi religiosi, quindi Dharmarakṣa accompagnò il suo maestro, un monaco indiano conosciuto con il suo nome cinese, Zhú Gāozuò (竺高座), in un viaggio verso l'Occidente dove visitarono numerosi regni incontrando ben 36 idiomi diversi e raccogliendo sutra buddisti. Tornato in Cina, Dharmarakṣa si occupò della loro traduzione. Ne tradusse ben 149 prima di morire, in età molto avanzata, nel 316 d.C.

### I rapporti tra buddismo e daosimo
Per comprendere il successo della diffusione di una dottrina straniera come il buddismo in un impero, come quello cinese, spesso chiuso nelle proprie millenarie tradizioni, occorre indagare accuratamente le relazioni tra le comunità straniere buddiste, e i primi monaci buddisti cinesi, con gli studiosi confuciani e, soprattutto, daoisti. Inizialmente i daoisti ritennero il Buddha venerato dalle comunità buddiste niente altro che lo stesso Lǎozǐ (老子), il leggendario fondatore del daosimo il quale, secondo un'antica leggenda daoista, sarebbe partito per l'Occidente allo scopo di diffondere le proprie dottrine presso i barbari. Alcune dottrine buddiste erano, peraltro, sovrapponibili a quelle daoiste e ciò permise di varare il metodo Géyì (格義, "Fare coincidere il senso") per cui molti termini cinesi presi in prestito dal daosimo (e anche dal confucianesimo) furono utilizzati dai primi traduttori di sutra buddisti: così inizialmente nirvāṇa veniva reso come 無爲 (wúwéi, non azione) e non più correttamente come 湼槃 ( nièpán). Il crollo della Dinastia Han fu un grave smacco per la cultura tradizionale cinese, in quanto questa dinastia aveva accuratamente seguito le indicazioni religiose e normative e ciononostante era impietosamente crollata sotto le ribellioni e grazie al tradimento dei generali dell'esercito imperiale. La riflessione che ne seguì, in ambito daoista, fu propria della scuola Xuánxué (玄學, Scuola della Sapienza oscura) la quale ritenne che la Dinastia Han avesse preso troppo alla lettera le idee professate nei classici del daosimo anziché coglierne intuitivamente la portata. La distinzione fra conoscenza immediata e conoscenza graduale (quest'ultima, secondo queste dottrine, non priva di rischi di fallimento nella comprensione) fu poi alla base di numerose distinzioni tra le scuole buddiste cinesi sempre tese a dichiararsi nell'ambito, vincente, dell'immediato. Inoltre i dotti daoisti ritennero che grazie alla comprensione immediata si potesse penetrare il principio della realtà che costituiva la matrice di tutte le cose. Identificarono questo principio con il "non essere" (cin. 無 Wú) che corrispondeva alla reale natura di tutti i fenomeni intesi come "essere" (cin. 有 Yǒu). Così Guō Xiàng (郭象, ?-312) nel XX capitolo del suo commentario allo Zhuāngzǐ (莊子): «Nell'esistenza che cosa è prima delle cose? Noi diciamo che Yin e Yang sono prima delle cose, che c'è allora prima di Yīn (陰) e Yáng (陽)? Noi possiamo dire che zìrán (自然) [lo stato armonioso della natura delle cose] è prima delle cose, ma zìrán è semplicemente la naturalità armoniosa delle cose. Ma il Dao è vuoto (inteso come "non essere", cin. Wú). Ma se è vuoto come può essere prima delle cose? Noi non sappiamo che cosa è prima delle cose, tuttavia le cose sono continuamente prodotte. Questo dimostra che le cose sono spontaneamente ciò che sono; non c'è un Creatore delle cose». Tale testo daoista non può non richiamare, in alcuni passi, gli stessi Prajñāpāramitā Sūtra della letteratura buddista Mahāyāna messi per iscritto alcuni secoli prima in India. Ma tali concezioni potevano essere, dal lato pratico, eccessivamente relativiste e non spiegavano i diversi destini dell'umanità. Accorsero le dottrine buddiste di karma (cinese 業 yè) e di rinascita (sanscrito punarbhava, cin. 更生 gēngshēng) a spiegare ciò che il daosimo ancora non aveva affrontato: la dimensione morale della realtà. Fu quindi la cultura buddista ad offrire la possibilità di un cambiamento epocale in Cina. Essa permetteva da un lato la spiegazione di eventi, anche individuali, disastrosi e, con la diffusione dei monasteri, consentiva a chiunque di approcciare questi temi in modo personale e spirituale.

## Lo sviluppo nella Cina meridionale (IV-VI secolo)
Nel corso del IV secolo, a seguito della invasione della Cina settentrionale da parte dei popoli delle steppe (Xiōngnú, 匈奴; Jié, 羯; Xiānbēi, 鮮卑; Qiāng,  羌; e Dǐ, 氐) la corte cinese abbandonò Luòyáng (洛陽) spostandosi verso Sud, fondando la nuova capitale a Jiànkāng (建康, oggi Nánjīng) e la nuova Dinastia Jin orientale (317-420). Nella Cina meridionale il buddismo prosperò soprattutto tra le classi aristocratiche e vi furono importanti monaci cinesi, come Shi Daobao e Zhu Daoqian, fratello e cugino di Wáng Dǎo (王導, 276-339, importantissimo esponente della Corte imperiale), che operarono per inserire la dottrina buddista nella cultura tradizionale cinese. Tra questi monaci cinesi, va menzionata l'opera di Huìyuan (慧遠, 334-416), fondatore del monastero di Dōnglín (東林, Monastero del Bosco Orientale, situato ai piedi del monte Monte Lú, ispiratore, alcuni secoli dopo, del Báiliánjiào, 白蓮教, setta del Loto Bianco), e del suo maestro, Dào'ān (道安, 312-385),  fondatore del monastero di Xiāngyáng (襄陽) nonché, a sua volta, discepolo del maestro di dhyāna e taumaturgo, di origini kushan, Fótúchéng (佛圖澄, ?-348, già consigliere dell'imperatore Shí Lè,). Huìyuan fu autore, nel 404, dello Shāmén bùjìng wángzhě (沙門不敬王者, Il monaco non deve rendere omaggio al sovrano), un'opera rivolta all'usurpatore della Dinastia Jin orientale, Huán Xuán (桓玄, regno: 403-404) e tesa a dimostrare i motivi per cui i monaci buddisti non potevano essere 'controllati'  dalle autorità laiche. Nel corso di quegli anni venne completata la progressiva raccolta di sutra buddisti provenienti dall'Asia centro-orientale e quindi si cercò di raggiungere l'India, il paese che diede i natali al Buddha Shakyamuni, per poter completare la raccolta con nuovi testi. Per tale ragione nel 399 partì, sempre da Jiànkāng, il monaco cinese Fǎxiǎn (法顯, 340-418) per una missione durata 14 anni in India e Sri Lanka alla ricerca dei Vinaya indiani e di nuovi sutra. Dall'India giunse anche, nel 408 su invito di Fǎxiǎn, Buddhabhadra (359-429) che iniziò le traduzioni delle opere Mahāyāna; mentre dalla Cambogia giunse, nel 548, Paramārtha (499-569) che avviò le traduzioni della scuola Cittamātra ponendo così le premesse per la nascita della scuola Shèlùn (攝論宗), fondata poco dopo da Tánqiān (曇遷, 542-607). Nel VI secolo grazie alla Dinastia Liang (502-557), e in particolare modo dell'imperatore Wǔ (武, conosciuto anche come Xiāo Yǎn, 蕭衍, regno: 502-49), il buddismo ebbe un attivo sostegno da parte della Corte imperiale. L'imperatore Wǔ giunse, nel 511, a vietare il consumo di carne e di vino a Corte e l'impiego di animali per la preparazione di medicamenti o per i sacrifici. Fece costruire moltissimi templi ma non riuscì a farsi nominare dai monaci Bodhisattva imperiale, una specie di papa buddista cinese, questo per l'opposizione del saṃgha (僧伽, sēngqié) buddista.  Anche agli imperatori della Dinastia Chen (557-589) furono favorevoli al buddismo, in particolar modo Xuān (宣, conosciuto anche come Chén Xù, 陳頊, regno: 568-82) e Hòu Zhǔ (後主, conosciuto anche come Chén Shúbǎo, 陳叔寶, ultimo imperatore della dinastia Chen, regno: 582-89), anche grazie ai quali venne fondata da Zhìyǐ (智顗, 538-597) la scuola Tiāntái (天台宗). Ma proprio in questo periodo di successo si avviano le opere polemiche contro la "dottrina occidentale" da parte dei letterati confuciani e daoisti che, nei secoli a seguire, alimenteranno le persecuzioni religiose contro i devoti del Dharma. In particolare modo Gù Huān (顧歡, V secolo) affermò, nello Yíxiàlún (夷夏論, Studio sui barbari e sui cinesi), che il buddismo mirava a distruggere il male in quanto, essendo nato in India, la natura degli indiani era malvagia, a differenza del daosimo che coltivava il bene in quanto i cinesi erano naturalmente buoni. Hé Chéngtiān (何承天, 370-447) arrivò a sostenere che le regole monastiche buddiste erano state elaborate per frenare gli istinti malvagi degli Indiani. Nel Sānpòlún (三破論, Studio sulle tre distruzioni, opera del daoista Zhāng Rong,  張, V secolo) si arrivò a sostenere che Lǎozǐ giunto in India come Buddha aveva ordinato al popolo di scegliere il celibato così da estinguerlo vista la sua malvagità. Ma l'attacco più pericoloso per le comunità buddiste fu promosso da Xún Jǐ (荀濟, ?-547) con la sua opera Lun fojiao biao (Memoriale sul buddismo) dove sostenne che il buddismo ero fiorito in Cina durante il periodo delle divisioni dinastiche e che stava pervertendo le relazioni politiche e familiari. Le comunità monastiche risultavano composte da "parassiti" che non svolgevano alcuna attività lavorativa, inoltre il loro celibato provocava una diminuzione nella procreazione di manodopera futura. Secondo Xún Jǐ questo celibato non impediva ai monaci di fornicare con le monache provocando aborti che poi nascondevano sotto le fondamenta dei templi.

## Lo sviluppo nella Cina settentrionale (IV-VI secolo)
Nello stesso periodo, a Cháng'ān, nella zona della Cina settentrionale, occupata dall'etnia Qiang (羌) all'origine della Dinastia Qin posteriore (384-417), operava Kumārajīva (344-413) con la sua scuola di traduttori e maestri di Dharma formata da monaci come: Dàoshēng (道生, 355–434), Dàoróng (道融, 372-445), Sēngruì (僧叡, 371-438), Sēngzhào (僧肇, 374-414) e Huìguān (慧觀, IV-V sec.); che tanta importanza ebbe per lo sviluppo del buddismo cinese e segnatamente per la scuola Sānlùn (三論宗, Sānlùn zōng), il cui tradizionale fondatore è indicato proprio in Sēngzhào. 
Nel 445, sempre nella Cina settentrionale, l'imperatore Tài Wǔ (太武, conosciuto anche come Tuòbá, 拓拔, regno: 423-51) della Dinastia Wei settentrionale (386-534, capitale: Luòyáng)  avviò la prima persecuzione contro il buddismo. La persecuzione di Tài Wǔ ebbe come pretesto la scoperta di un deposito di armi nei sotterranei di un monastero di Cháng'ān, avvenuta dopo la soppressione di una rivolta scoppiata nella stessa città. Il seguito delle indagini denunciarono la presenza di grandi quantità di alcolici e di appartamenti che fungevano da postriboli per le orge dei monaci con donne dell'aristocrazia. A seguito di questo evento, che non si sa quanto autentico o quanto macchinosamente inventato, e su spinta dei suoi due consiglieri antibuddisti, il daoista Kòu Qiānzhī (寇謙之,  365-448) e il confuciano Cuī Hào (崔浩, ?-450), Tài Wǔ ordinò che tutti monasteri buddisti fossero dati alle fiamme e i monaci, senza alcuna distinzione di sesso o di età, giustiziati. L'esecuzione del provvedimento fu impedita per le resistenze all'interno della stessa Corte e con l'ascesa al trono di Wén Chéng (文成, conosciuto anche come Tuò Bá Jùn, 拓拔濬, regno: 452-65), fu abrogato e tornò l'appoggio dell'imperatore alle comunità buddiste.

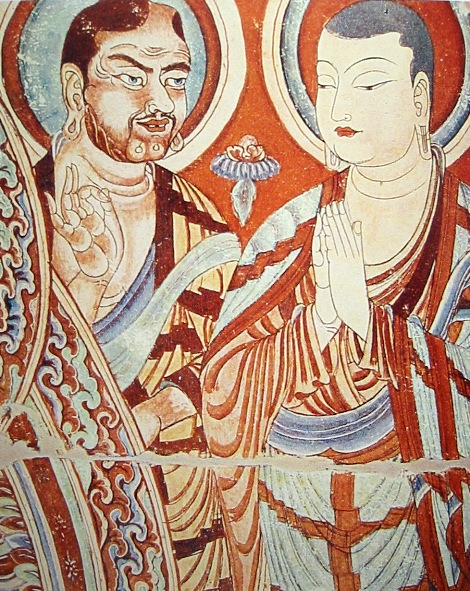
Un missionario buddista dell’Asia Centrale dagli occhi azzurri in compagnia di un confratello cinese. Bacino del Tarim, Xinjiang, Cina, IX-X secolo.

Wén Chéng  per riparare ai massacri provocati dal suo predecessore, fece scolpire le Grotte di Yúngāng (雲崗石窟).  A differenza della Cina meridionale, dove il buddismo godeva di un'ampia autonomia dal potere imperiale, nella Cina settentrionale sempre più le case regnanti operarono delle ordinanze di controllo sul saṃgha, costituendo appositi uffici di registrazione che segnalarono la presenza, nel 477, di 100 templi e duemila monaci nella capitale mentre nel resto dell'impero si contavano 77.258 monaci. Fatto salvo la persecuzione scatenata nel 445 da Tài Wǔ la Dinastia Wei settentrionale sostenne con determinazione la diffusione del buddismo, come testimoniato dalle scultura in pietra delle Grotte di Yúngāng e delle Grotte di Lóngmén (龍門石窟). Alla fine di questa dinastia (534) i templi buddisti raggiunsero le trentamila unità e i monaci registrati, quasi i 2 milioni. Anche le dinastie successive alla Dinastia Wei settentrionale furono generalmente favorevoli al buddismo, favore bruscamente interrotto dall'ascesa al trono dell'imperatore confuciano Wǔ (武, conosciuto anche come Yǔwén Yōng, 宇文邕, regno: 561-78) della Dinastia Zhou settentrionale (577-581, capitale: Cháng'ān). Dopo alcune leggi che limitavano la libertà dei monaci, e a seguito delle proteste di questi, l'imperatore Wǔ decise, nel 574, di distruggere tutti gli edifici buddisti (editto allargato anche ai templi daoisti) e di costringere i monaci al ritorno alla vita laicale. La morte, nel 578, di questo imperatore fece sospendere l'applicazione dell'editto fino all'arrivo della nuova Dinastia Sui, nel 581, che avrebbe riunificato la Cina dopo due secoli e mezzo di divisioni e rilanciato, con vigore e determinazione, la diffusione del buddismo. Va notato che le guerre dinastiche e le persecuzioni locali costringevano le comunità monastiche a una continua mobilità in un impero frammentato in molti stati. Ciò se da una parte era una grave forma di disagio e di insicurezza, dall'altra permise al buddismo di diffondersi per tutta la Cina moltiplicando i monasteri, i templi e i centri di traduzione dei sutra. Inoltre questo periodo di grave insicurezza e di guerre costanti, portò numerosi giovani, spesso orfani, a interrogarsi sul senso della vita e sui suoi fragili fondamenti, quesiti tipici di un percorso spirituale buddista. La combinazione di questi due elementi, unitamente al fatto che inizialmente fu confuso con la dottrina tradizionale daoista, spiega il rapido successo del buddismo in tutta la Cina.

## Il buddismo durante le dinastie Sui e Tang (581-907)
Durante la Dinastia Sui (581-618, capitale: Cháng'ān), che riunificò la Cina dopo 360 anni di divisione, gli imperatori Wén (文, conosciuto anche come Yáng Jiān, 揚堅, regno: 581-604) e Yáng (煬, conosciuto anche come Yáng Guǎng, 楊廣,  regno: 604-17), ambedue di fede buddista, furono particolarmente favorevoli alla scuola buddista Tiāntái, fondata sui monti Tiāntái (天台山), nel 575, da Zhìyǐ (智顗, 538-597). In particolar modo Wén si proclamò  cakravartin (輪王, pinyin lúnwáng), il re universale che governa per mezzo della ruota, simbolo della religione buddista. Nel 585 si proclamò bodhisattva (菩薩, púsà) e nel 594 emise un editto imperiale in cui affermò di essere un discepolo del Buddha dichiarando il proprio dolore per i danni apportati dalle persecuzioni antibuddiste della dinastia degli Zhou settentrionale che lo aveva preceduto. Secondo alcune cronache della dinastia Tang, sotto Wén furono eretti 3792 templi, ordinati 230 000 monaci e furono copiati 132 000 volumi del Canone cinese.
L'ascesa al Trono del drago nel 618 della Dinastia Tang (618-907, capitale: Cháng'ān) spinse ulteriormente l'aspetto sincretico della politica religiosa imperiale nei confronti delle “Tre dottrine” (三教 sānjiào) religiose presenti in Cina (confucianesimo, daosimo e buddismo) tendenza già presente nella buddista Dinastia Sui. Ma il favore della dinastia Tang fu inizialmente nei confronti del confucianesimo, così Gāozǔ (高祖, conosciuto anche come Lǐ Yuān, 李淵, regno: 618-26), nel 626, limitò la libertà religiosa dei monasteri buddisti e daoisti. Tale scelta religiosa non fu seguita dal suo erede, Tàizōng (太宗, conosciuto anche come Lǐ Shìmín, 李世民, regno: 626-49), che seppur ritirò le leggi sfavorevoli al sangha perseguì una politica a favore della chiesa daoista, in quanto la sua famiglia vantava una discendenza diretta da Lǎozǐ. Così anche Gāozōng (高宗, conosciuto anche come Lǐzhì, 李治, regno: 649-83),  continuò la politica pro-daoista del suo predecessore, cercando di limitare la diffusione del buddismo. 

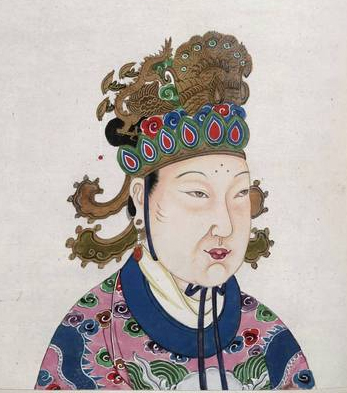
Wǔ Zétiān, l'imperatrice della Dinastia Tang, grande protettrice delle comunità buddiste cinesi

L'ascesa la trono dell'imperatrice Wǔ Zétiān (武則天, conosciuta anche come Wǔ Zhào, 武曌,  regno: 690-705), nel 690, modificò radicalmente la politica imperiale nei confronti delle scuole buddiste. L'imperatrice, consapevole di non poter avere l'appoggio, in quanto donna, degli ambienti confuciani, sposò con fede e determinazione la dottrina buddista, diffondendo per tutto l'impero un sutra, il Dàyúnjīng  (大雲經, sanscrito Mahāmegha-sūtra, Sutra della Grande nuvola, T.D. 387, tradotto nel 314 da Dharmakṣema), che profetizzava l'avvenimento di una divinità femminile che si sarebbe incarnata in un monarca universale buddista (輪王, pinyin lúnwáng). L'imperatrice Wǔ Zétiān eresse, ovunque, templi buddisti della “Grande nuvola” (negli anni '50 ne fu rinvenuto uno persino nei pressi di Akbeshim in Kirghizistan). Contemporaneamente proibì la macellazione e stabilì la precedenza del buddismo sul daosimo e il confucianesimo nelle cerimonie ufficiali. Nel 693 assunse il titolo di  Jīnlún shèngshén huángdì (金輪聖神皇帝, Sacra sovrana della Ruota d'Oro), manifestando l'intenzione di fondare un impero universale buddista, centro religioso e politico per tutti i popoli buddisti. Nel 694, tuttavia, dopo aver fatto condannare a morte il suo consigliere, il monaco Xuē Huáiyì  (薛懷義, ?-694, indicato in alcune cronache come il suo amante), abbandonò il titolo di Lúnwáng e ritirò l'editto sulle macellazioni. Nel 712 con l'ascesa al trono di Xuánzōng (玄宗, conosciuto anche come Lǐ Lóngjī, 李隆基, regno: 712-56), che riprese con vigore la politica pro-daoista di alcuni dei suoi predecessori, vennero proibiti la costruzione di nuovi monasteri buddisti, la vendita di immagini sacre e ai monaci fu impedito di predicare e pregare in pubblico. Indicativa fu anche la decisione, presa sempre da Xuanzong nel 736, di mettere sotto controllo la chiesa buddista affidando il compito di controllo allo Hónglúsì (鴻臚寺), l'ufficio sul cerimoniale che si occupava dell'ospitalità degli ambasciatori stranieri.

### La grande persecuzione anti-buddista dell'845

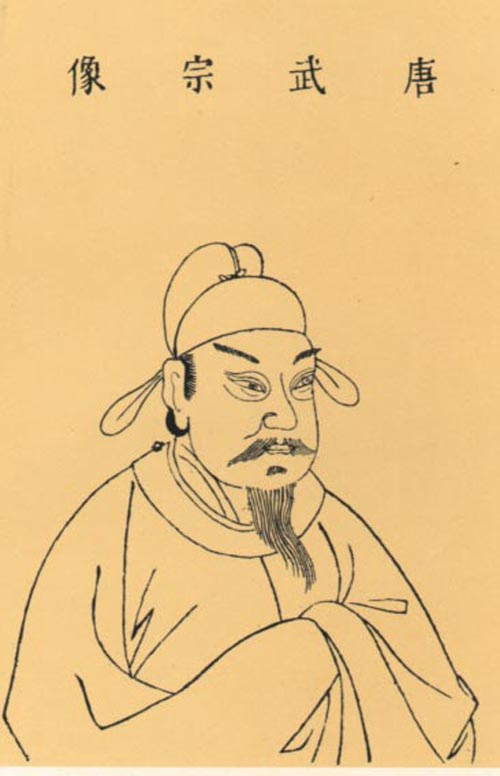
Wǔzōng, l'imperatore della Dinastia Tang che scatenò la terribile persecuzione anti-buddista dell'845

Nell'819, sotto il regno di Xiànzōng (憲宗, conosciuto anche come Lǐ Chún, 李淳, regno: 805-20), il famoso letterato confuciano Hán Yù (韓愈, 768-824) spedì alla corte un memoriale che ricordava, nei contenuti, quello di Xún Jǐ del VI secolo. Anche se indirizzato contro tutte le religioni straniere (fu subito utilizzato per perseguitare la Chiesa manichea, religione professata dalle tribù turche degli Uiguri prima della loro conversione all'Islam)  rappresentò la base ideologica per le persecuzioni scatenate, nove anni dopo, contro tutte le comunità buddiste. Nell'844, infatti, l'imperatore Wǔzōng (武宗, conosciuto anche come Lǐ yán, 李炎, regno: 840-846), dopo aver censito le comunità monastiche e i loro beni, emise un editto senza precedenti per cui nelle due capitali (Cháng'ān e Luòyáng) potevano essere presenti solo quattro templi ciascuna ed uno per ogni prefettura, ma solo nelle più importanti. Statue e campane buddiste vennero fuse per farne monete o attrezzi agricoli mentre quelle di materiale più prezioso furono requisite dal Governo imperiale. Alla fine della persecuzione diverse decine di migliaia di templi vennero distrutti e circa 250 000 monaci ridotti allo stato laicale. Ma il colpo finale arriverà l'anno successivo, l'845, quando l'imperatore ordinò la riduzione allo stato laicale di tutti i monaci buddisti proseguendo fino alla distruzione completa di tutti i monasteri e di tutti i templi, fatto salvo una decina di questi edifici utilizzati per le tradizionali cerimonie di Corte. Alla fine dell'anno, quattromilaseicento monasteri risulteranno rasi al suolo così come quarantamila templi. Circa mezzo milione di persone, tra monaci, monache e servi della gleba al servizio delle terre dei monasteri, furono cacciati dai luoghi di culto andando spesso ad ingrossare le bande di briganti-rivoluzionari che infestavano le campagne. L'efficacia amministrativa della Dinastia Tang riuscì dove fallirono le precedenti persecuzioni anti-buddiste. Solo i monasteri della scuola Chán che, avendo stabilito nel loro codice monastico il lavoro obbligatorio mentre nel contempo rifiutavano di attribuire alcuna autorità alle scritture e alla devozione nei confronti dei simboli esteriori del Dharma buddista (immagini sacre, statue, etc.) e utilizzando spesso un linguaggio e un metodo di insegnamento molto simile a quello daoista, furono spesso scambiati per centri daoisti e quindi risparmiati. Di fatto, dalla persecuzione scatenata dall'imperatore Wǔzōng, il buddismo cinese non si riprese più. Alcune scuole risorgeranno e produrranno ancora maestri importanti ma in tono certamente minore rispetto ai fasti del passato. La scuola Chán, passata quasi del tutto indenne dalla persecuzione avviata da Wǔzōng, non ebbe più occasioni di confronti dottrinali con i grandi maestri delle altre scuole e finì, progressivamente, nell'adagiarsi inglobando le pratiche popolari del niànfó (念佛), tipiche del buddismo della Terra Pura. Questo processo storico, avviatosi con la persecuzione dell'845,  genererà un buddismo sincretico privo di spessore dottrinale che finirà, salvo alcuni rari casi, per essere progressivamente marginalizzato dalla cultura cinese risorgendo spesso solo nelle campagne come cultura popolare e millenaristica origine delle sette segrete nate per rovesciare le dinastie straniere come la Dinastia Yuan o la Dinastia Qing, oppure come antesignane delle lotte di classe contro i ceti benestanti. Furono dei pellegrini giapponesi come Saichō (最澄, 767-822), Kūkai (空海, 774-835), Eisai (明菴, 1141-1215) e Dōgen (道元, 1200-1253) a trasferire in Giappone testi, insegnamenti e lignaggi che andavano inesorabilmente scomparendo, o confondendosi, sul suolo cinese.

## Il buddismo  nella Cina dei Song (960-1279)
L'implosione della Dinastia Tang, avvenuto nel 907 con la morte per avvelenamento del suo ultimo imperatore, il diciassettenne Āi Dì (哀帝, conosciuto anche come Lǐ Zhù, 李祝, regno:904-907), causò alla Cina cinquanta anni di divisioni e di anarchia. La Cina meridionale si suddivise in diversi regni, governati per lo più dai generali della stessa Dinastia Tang, mentre nella Cina settentrionale si succedettero diverse dinastie barbare. Questa grave situazione subì un drastico cambiamento quando un generale di una di queste dinastie, Zhào Kuāngyìn (趙匡胤, 927-976) della Dinastia Zhou posteriore (951-960, capitale: Biàn), conquistò nel 960 con un colpo di stato il potere imperiale, fondando la Dinastia Song e avviando la riunificazione di tutta la Cina. Tale riunificazione fu tuttavia fermata al Nord dalla presenza del potente stato sino-barbaro dei Liáo (遼), conquistati nel 1125 da un altro popolo delle steppe, i Jīn (金), e, ad Occidente, dal regno di origine tibetana Tangut (cinese: 党项, Dǎngxiàng). 
Anche se durante la Dinastia Song furono ritirate le norme persecutorie contro il buddismo e questa dinastia fu generalmente, anche se moderatamente, favorevole al saṃgha, i suoi imperatori si mostrarono particolarmente devoti alla Chiesa daoista. Nel 1008 Lǎozǐ fu, insieme a Confucio, proclamato guida spirituale dell'intera umanità. Nel 1012 fu diffuso il culto daoista dell'Imperatore di Giada (玉皇 Yùhuáng) come suprema divinità. I Buddha e i Bodhisattva furono invece considerati, dalla Corte imperiale, come divinità inferiori rispetto al pantheon daoista. Allo stesso modo i monaci buddisti dovettero sottomettersi alla consacrazione daoista, mentre gli imperatori elargivano denaro e terre ai soli monasteri della religione fondata da Lǎozǐ. Persino la seconda diffusione del Canone buddista in xilografia, che ha origine proprio durante questa dinastia, la si deve al solo intervento di un privato. Nel 1068, con il varo della norma per la vendita dei certificati di monaco buddista, si consentì a chiunque di entrare nel saṃgha magari al solo scopo di pagare meno tributi e senza che fosse richiesta alcuna preparazione. Ciò portò al decadimento dei monasteri buddisti, visti come luogo di evasione delle tasse, e al loro discredito presso le classi colte. La fede buddista resistette invece nelle campagne dove, grazie alla setta del Loto Bianco (白蓮教, Báiliánjiào ) fondata nel 1133 dal monaco tiāntái Máo Zǐyuán (茅子元, 1086-1166), si diffuse accompagnandosi a speranze millenaristiche legate alle figure del Buddha Amitābha (阿彌陀, Āmítuó) e del Buddha del futuro, Maitreya (彌勒, Mílè), divenendo presto origine anche di numerose sette segrete dedite alla cospirazione politica.

## Il buddismo  sotto la dominazione mongola degli Yuan (1279-1368)

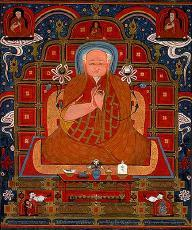
Drogön Chögyal Phagpa, V patriarca della scuola Sakya del buddismo tibetano, consigliere di Kublai Khan, responsabile degli affari religiosi dell'Impero mongolo e primo vice-re del Tibet.

La dinastia mongola degli Yuan fu decisamente tollerante con tutte le religioni professate lungo il suo vasto impero. Ciononostante, dopo un periodo di attenzioni favorevoli al buddismo Chán, iniziato nel 1247 con la nomina del monaco chán Haiyuan ad amministratore degli "affari buddisti" e dopo la conquista del Tibet, la dinastia mongola si fece sempre più portavoce della cultura religiosa del buddismo tibetano.  A partire dal 1260, l'imperatore Kublai Khan (cinese 忽必烈, Hūbìliè, regno: 1260-1294) fu fortemente influenzato da un Lama tibetano, il V patriarca della scuola Sakya Drogön Chögyal Phagpa (1235-1280, cinese 發合思巴, Fāhésībā), a cui affidò tutti gli affari religiosi dell'impero. Da quel momento furono i lama (tibetano bla ma, cinese 喇嘛 lǎmá) tibetani ad esercitare il controllo sul saṃgha buddista cinese, nonché sui religiosi delle altre fedi presenti nell'impero mongolo. Questo controllo, esercitato in modo violento e terroristico provocò delle forti diffidenze da parte del clero buddista e del popolo cinese nei confronti delle credenze e delle usanze lamaiste che non penetrarono mai nel tessuto culturale buddista cinese, interpretate, inoltre, come frutto della imposizione di una casta “occupante” e “barbara”. Questa diffidenza, se non aperta ostilità, consenti ai monasteri delle scuole buddiste cinesi di fungere da luogo di autentica tradizione agli occhi del popolo.

## Il buddismo durante la Dinastia nazionale dei Ming (1368-1644)

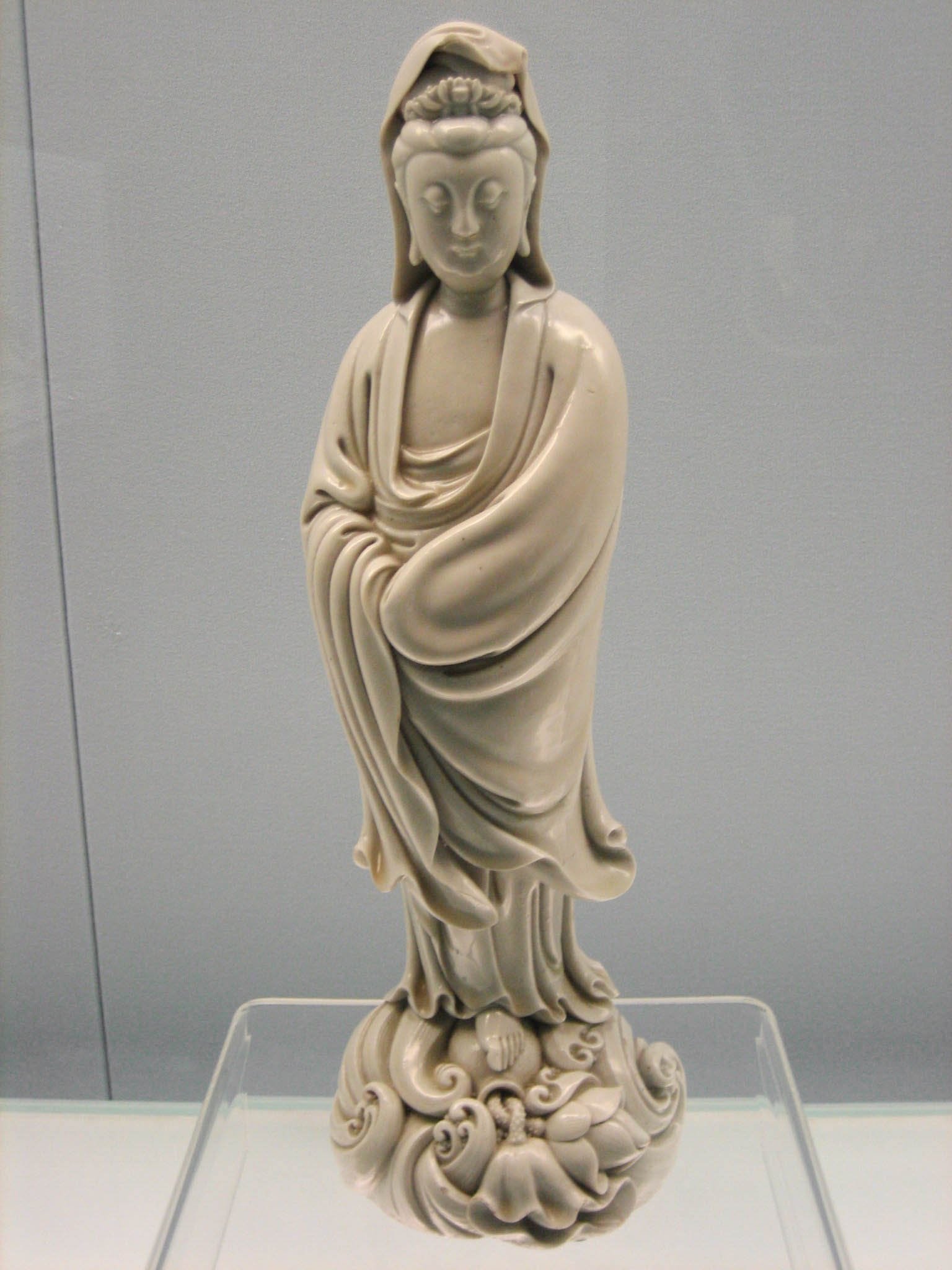
Porcellana raffigurante il Bodhisattva Guānyīn, Dinastia Ming.

Gli ultimi anni della dominazione mongola furono caratterizzati da una crisi economica lungo tutto l'impero e da numerose ribellioni nelle campagne ispirate dalla setta segreta buddista del Loto bianco e organizzate dall'esercito clandestino dei Turbanti Rossi (紅巾 Hóngjīn). Da quest anarchia crescente emerse la figura di Zhū Yuánzhāng (朱元璋, 1328-98, successivamente incoronato imperatore con il niánhào di Hóngwǔ, 洪武, regno: 1368-98), figlio di contadini morti durante la carestia del 1344. Rifugiatosi diciassettenne nel tempio buddista di Huángjué (黄觉) e divenuto monaco, Zhū Yuánzhāng vi rimase fino al 1352 quando aderì alla setta del Loto bianco entrando nell'esercito ribelle dei Turbanti Rossi. Gli eventi portarono l'ex monaco Zhū Yuánzhāng a divenire capo della rivolta anti-mongola e infine, il 23 gennaio 1368, primo imperatore della Dinastia Ming. Sotto questa dinastia il buddismo cinese ebbe una certa ripresa anche se i sovrani predilessero le dottrine confuciane, emarginando e controllando sia il buddismo che il daosimo. In questo periodo emersero, tuttavia, delle figure di un certo rilievo come il monaco Yúnqī Zhū Hóng  (雲棲祩宏, 1535-1615), che promosse numerose associazioni laiche buddiste e polemizzò duramente contro i gesuiti e le dottrine cristiane. Altri monaci di rilievo di questo periodo furono Hanshan Déqìng (憨山德凊, 1546-1623), Zibo Zhēnkě (紫柏真可, 1543-1604) e Ŏuyì Zhìxù (蕅益智旭, 1599–1655).

## Cronologia
| Anno     | Eventi |
| -------- | --- |
| I sec.   | Arrivo a Péngchéng (彭城, oggi Xuzhou) e a Luòyáng (洛陽), durante la Dinastia Han, dei primi monaci e delle prime scritture buddiste Hīnayāna, provenienti dall'Asia Centrale |
| 148      | Giunge a Luòyáng il principe persiano, divenuto monaco, Ān Shìgāo (安世高) che ordinerà, secondo la tradizione, il primo monaco cinese, Yán fódiào (嚴佛調) di Línhuái. |
| 150      | Giunge a Luòyáng il missionario Mahāyāna e traduttore kushan Lokakṣema nel 168 convertirà il primo monaco buddista cinese al Mahāyāna |
| 170      | Ān Shìgāo termina la prima traduzione del Mātaṅga-sūtra (conservato nel Mìjiàobù), primo sutra a contenere mantra e dhāraṇī, elementi di pratica spirituale caratteristici del successivo buddismo Vajrayāna |
| 181      | Giunge a Luòyáng il mercante persiano Ān Xuán (安玄) che diviene discepolo di Ān Shìgāo |
| 188      | Viene completata la prima traduzione del Vimalakīrti Nirdeśa sūtra (conservato nel Jīngjíbù) |
| III sec. | Giunge a Luòyáng il sogdiano Saṃghavarman (康僧鎧, Kāng Sēngkǎi) |
| 224      | Il monaco indiano Vighna (維祇難, Wéizhīnán) giunge a Wǔcháng insieme a Zhu Jiangyan (竺將炎) e completa la prima versione cinese del Dhammapada (conservato nel Běnyuánbù) |
| 225      | Arrivo a Nánjīng da Luòyáng, dove era nato, del monaco di origine yuezhi, Zhī Qiān (支謙) il quale completa la versione cinese dei primi Prajñāpāramitā Sūtra (conservati nel Bōrěbù) |
| 247      | Giunge a Nánjīng da Hanoi il sogdiano Kāng Sēnghuì (康僧會) |
| 260      | Zhū Shìxíng (朱士行), originario dell'Henan raggiunge il Regno di Khotan per procurarsi alcuni Prajñāpāramitā Sūtra. È il primo monaco cinese a raggiungere l'Asia centrale. |
| 265      | Di ritorno da un viaggio lungo l'Asia centrale, giunge a Cháng'ān il monaco yuezhi Dharmarakṣa che fonda la prima scuola di traduttori |
| 265      | Dharmarakṣa completa la prima traduzione del Sutra del Loto (正法華經 Zhèng fǎhuā jīng, conservato nel Fǎhuābù) |
| IV sec.  | I barbari invadono la Cina del Nord dove fondano diverse dinastie. La Corte imperiale si ritira nella Cina meridionale |
| IV sec.  | Saṃghadeva completa le traduzioni in cinese degli Āgama indiani (conservati nel Āhánbù) |
| 310      | Il monaco taumaturgo Fótúchéng (佛圖澄) giunge a Luòyáng |
| 365      | Dào'ān (道安), discepolo di Fótúchéng, fonda a Xiāngyáng (襄陽, oggi nella provincia di Hubei) un importante monastero |
| 380      | Huìyuan (慧遠), discepolo di Dào'ān, fonda sul Monte Lú il monastero di Dōnglín (东林寺) |
| 399      | Fǎxiǎn (法賢) parte da Nánjīng per raggiungere l'India |
| 401      | Kumārajīva giunge a Cháng'ān dove fonda una scuola di traduttori e introduce gli insegnamenti della scuola indiana Madhyamaka |
| 403      | Kumārajīva traduce la prima versione del Amitābha-sūtra (cinese, 阿彌陀經 Amítuó jīng, conservato nel Bǎojībù) |
| 403      | Kumārajīva traduce una versione del Sutra del Diamante (sanscrito Vajracchedikā-prajñāpāramitā-sūtra, cinese 金剛般若波羅蜜經 Jīngāng banruo boluómì jīng, conservato nel Bōrěbù) |
| 404      | Huìyuan redige lo Shāmén bùjìng wángzhě (沙門不敬王者) con cui respinge gli interventi politici nei monasteri buddisti |
| 406      | Kumārajīva traduce la più importante versione del Sutra del Loto (妙法蓮華經 Miàofǎ Liánhuā Jīng, conservato nel Fǎhuābù) |
| 410      | Buddhabhadra giunge a Cháng'ān, ma respinto dagli allievi di Kumārajīva, raggiunge il Monte Lú per poi recarsi a Nánjīng |
| 411      | Fǎxiǎn rientra a Nánjīng |
| 417      | Buddhabhadra e Fǎxiǎn completano la prima traduzione del Mahāyāna Mahāparinirvāṇa-sūtra (大般泥洹經 Dà bān níhuán jīng, conservato nel Nièpánbù) |
| 417      | Dàoshēng (道生), allievo di Kumārajīva, abbandona Nánjīng in polemica con Buddhabhadra e Fǎxiǎn per la loro traduzione del Mahāyāna Mahāparinirvāṇa-sūtra e fa ritorno sul Monte Lú |
| 420      | Buddhabhadra completa la prima traduzione dell'Avataṃsakasūtra (cinese (華嚴經 Huāyánjīng, conservato nel Huāyánbù) |
| 421      | Dharmakṣema completa una nuova traduzione del Mahāyāna Mahāparinirvāṇa-sūtra con i capitoli riportati dal Khotan |
| 445      | L'imperatore Tàiwǔ (太武), della Dinastia Wei settentrionale, scatena la prima persecuzione antibuddista della Storia della Cina |
| V sec.   | L'imperatore Wénchéng (文成) della Dinastia Wei settentrionale per riparare ai massacri provocati dal suo predecessore fa scolpire le Grotte di Yúngāng (雲崗石窟) |
| V sec.   | Dharmakṣema completa la prima traduzione del Laṅkāvatārasūtra (cinese 楞伽經 Lèngqiéjīng). Questa traduzione è andata tuttavia perduta |
| V sec.   | Gli allievi di Kumārajīva fondano la scuola Sānlùn (三論宗) basata sulle dottrine Madhyamaka |
| 511      | L'imperatore Wǔ (武) della Dinastia Liang meridionale vara leggi ispirate al Dharma buddista |
| 526      | Presunto arrivo a Nanyue del monaco indiano Bodhidharma, fondatore della scuola Chán |
| 548      | Il monaco e traduttore indiano Paramārtha giunge a Nánjīng con 250 rotoli di scritture e introduce in Cina la scuola indiana Cittamātra |
| 574      | L'imperatore Wǔ (武) della Dinastia Zhou settentrionale avvia la seconda persecuzione anti-buddista |
| 575      | Zhìyǐ ((智顗) fonda sui Monti Tiāntái primo monasteroTiāntái |
| 581      | L'imperatore Wén (文) della Dinastia Sui riunifica la Cina e si proclama Cakravartin (轉輪聖王 zhuǎnlún shèngwáng), il re universale che governa mediante il Dharma buddista |
| 594      | Zhìyǐ compila il Móhē Zhǐguān (摩訶止觀), il primo trattato cinese sulla meditazione |
| VI sec.  | Tánluán (曇鸞) fonda nel monastero di Xuánzōng (玄宗), la scuola Jìngtǔ (淨土宗) (Terra Pura) |
| VI sec.  | Il letterato Xún Jǐ (荀濟) pubblica il Lun fojiao biao attaccando duramente le comunità buddiste |
| VI sec.  | Tánqiān (曇遷) fonda la scuola Shèlùn (攝論宗) basata sugli insegnamenti cittamātra. Questa scuola verrà assorbita nel VII sec. dalla scuola Fǎxiāng (法相宗) |
| 625      | Il monaco coreano Hyegwan (coreano 혜관, cinese 慧灌 Huìguàn, giapponese Ekan) fonda in Giappone la scuola Sanron basata sul lignaggio e gli insegnamenti della scuola cinese Sānlùn (三論宗, coreano Samron) |
| 645      | Xuánzàng (玄奘), rientra a Chang'an, da dove era partito nel 629 per un viaggio lungo l'India e fonda la scuola Fǎxiāng basata sugli insegnamenti cittamātra |
| 653      | Il monaco giapponese Dōshō (道昭) di ritorno dalla Cina fonda in Giappone la scuola Hosso seguendo il lignaggio della scuola cinese Fǎxiāng |
| 685      | Il monaco Fāzàng (法藏) diffonde presso la Corte imperiale le dottrine dell'Avataṃsakasūtra (華嚴經, Huāyánjīng, conservato nello Huāyánbù) fondando di fatto la scuola Huāyán (華嚴宗) |
| 693      | L'imperatrice Wǔ Zétiān (武則天) della Dinastia Tang si proclama Jīnlún shèngshén huángdì (金輪聖神皇帝, Sacra sovrana della Ruota d'Oro), perseguendo una decisa politica a favore del buddismo |
| 695      | Yìjìng (義淨) rientra a Luòyáng, era partito da Canton nel 671 per un viaggio lungo l'India e lo Sri Lanka |
| 695      | il monaco khotanese Śikṣānanda giunge a Luòyáng su invito dell'imperatrice Wǔ Zétiān e avvia una traduzione dell'Avataṃsakasūtra |
| VII sec. | Presunto incontro tra Dàoxìn (道信) e il III patriarca del Chán Sēngcàn (僧璨) sul Monte Lú |
| VII sec. | Dàoxìn fonda sul Monte Dòngshān (東山) (oggi nell'Hubei) il primo monastero Chán |
| VII sec. | Dàoxuān (道安) fonda la scuola Lǜ (律宗) basata sul Vinaya Dharmaguptaka, presto tutte le scuole buddiste cinesi adotteranno questo Vinaya |
| 713      | Bodhiruci completa la prima traduzione del Ratnakūṭasūtra (大寶積經, Dà bǎojī jīng, è conservato nel Bǎojībù) |
| 720      | Il maestro indiano di scuola Vajrayāna, Vajrabodhi (671-741), sbarca a Canton proveniente da Sri Lanka. Nello stesso anno Vajrabodhi ordina monaco il suo allievo Amoghavajra (705-774) giunto cinque anni prima in Cina da Samarcanda |
| 724      | Subhākarasiṃha e Yīxíng (一行) completano la prima traduzione del Mahāvairocanāsūtra (大日經, Dàrì jīng), fondando la scuola di impronta Vajrayāna denominata Zhēnyán (眞言宗) |
| 740      | Il monaco coreano Simsang (cinese 審祥 Shěnxiáng), fonda in Giappone la scuola Kegon basata sul lignaggio e gli insegnamenti della scuola cinese Huāyán (華嚴宗) |
| 751      | Il generale di origini coreane Gāo Xiānzhī (高僊芝, ?-756) al comando di truppe cinesi viene sconfitto, vicino al fiume Talas, da un esercito arabo condotto da Ziyad ibn Salih. È il primo scontro tra arabi musulmani e cinesi. Da questo momento l'islamizzazione forzata dell'Asia centrale non incontrerà più ostacoli.                         |
| 754      | Il monaco cinese Jiànzhēn (鑑眞, 688–763) fonda in Giappone la scuola Ritsu basata sugli insegnamenti della scuola cinese Lǜ (律宗, Lǜ zōng) |
| 800      | Il monaco chán Bǎizhàng Huáihái (百丈懷海, 720-814), modificando il Vinaya Dharmaguptaka, introduce il lavoro per i monaci. Questo evento consentirà alla scuola Chan di sfuggire alle persecuzioni dell'845 |
| 805      | Il monaco giapponese Saichō, rientrato da un pellegrinaggio in Cina, fonda la scuola Tendai che eredita il lignaggio e gli insegnamenti dalla scuola cinese Tiāntái |
| 806      | Il monaco giapponese Kūkai, rientrato da un pellegrinaggio in Cina, fonda la scuola Shingon che eredita il lignaggio e gli insegnamenti dalla scuola cinese Zhēnyán |
| 819      | Il famoso letterato confuciano Hán Yù (韓愈) invia alla Corte un memoriale contro le religioni straniere, con particolare riguardo al buddismo |
| 845      | L'imperatore Wǔzōng della Dinastia Tang scatena la terza e più grande persecuzione anti-buddista nella Storia della Cina. Decine di migliaia di templi vengono distrutti e 250 000 monaci costretti a tornare allo stato laicale. Il buddismo cinese sopravviverà, ma non riconquisterà più i fasti e la credibilità culturale dei secoli precedenti |
| 960      | La Dinastia Song abolisce le norme anti-buddiste, ma prosegue la marginalizzazione della cultura buddista, rispetto a quella confuciana e daoista |
| 983      | Prima edizione xilografica del Canone buddista cinese |
| 1068     | Viene varata una Legge che permette l'acquisto dello status di monaco buddista dietro il pagamento di una somma di denaro. Condizione vantaggiosa per chi voleva essere esentato dalle tasse. Il saṃgha buddista subisce un ulteriore svilimento spirituale e culturale senza precedenti                                                             |
| 1133     | Il monaco tiantai, Máo Zǐyuán, fonda la setta del Loto Bianco (白蓮教, Báiliánjiào) che si diffonde presto nelle campagne ed è all'origine dei successivi movimenti rivoluzionari |
| 1175     | Il monaco giapponese tendai, Hōnen (法然), fonda la scuola Jōdo-shu che eredita gli insegnamenti della scuola cinese Jìngtǔ (淨土宗) |
| 1191     | Il monaco giapponese tendai, Eisai, di ritorno da un pellegrinaggio in Cina diffonde gli insegnamenti della scuola Chán Línjǐ (臨濟) (giapp. Zen Rinzai) |
| 1227     | Il monaco giapponese tendai, Dōgen, di ritorno da un pellegrinaggio in Cina fonda la scuola Zen Soto che riprende il lignaggio e gli insegnamenti della scuola cinese Chán Caódòng (曹洞) |
| 1260     | I mongoli della Dinastia Yuan impongono alle scuole buddiste cinesi il controllo da parte di lama tibetani. I monasteri buddisti cinesi divengono occasione del riscatto popolare cinese anti-mongolo |
| XVI sec. | Il monaco chán Zhū Hóng (株宏, 1535-1615) diffonde la pratica della recitazione del nome di Amitâbha nei monasteri Chán come pratica del gōng'àn (公案), caratterizzando il successivo buddismo Chán |
| 1564     | Il monaco cinese chán Yǐnyuán (隱元) giunge in Giappone dove fonda la scuola Zen Ōbaku (黃蘗) caratterizzata dalla pratica dello zazen, dei kōan e dalla recitazione del nembutsu |
| 1603     | Il gesuita Matteo Ricci, missionario in Cina, pubblica il Tiānzhǔ shíyì (天主實義) in cui attacca la dottrina buddista definendo il Buddha 'arrogante'. |